# Carl Jonsson
Carl Jonsson (Ryd, 16 juli 1885 – aldaar, 11 november 1966) was een Zweeds atleet. 
Jonsson won met het team van de politie van Stockholm op Olympische Zomerspelen van 1912 in Stockholm een gouden medaille bij het touwtrekken door in de finale de Britse ploeg te verslaan. Een jaar later werd hij met de Zweedse ploeg wereldkampioen.
1900: Aabye, Schmidt, Winckler, Nilsson, Söderström, Staaf ·
1904: Olson, Johnson, Seiling, Magnusson, Flanagan ·
1908: Barrett, Goodfellow, Humphreys, Hirons, Ireton, Merriman, Mills, Shepherd ·
1912: Andersson, Bergman, Edman, Fredriksson, Gustafsson, Jonsson, Larsson, Lindström ·
1920: Canning, Holmes, Humphreys, Mills, Sewell, Shepherd, Stiff, Thorn